# Солотвино І
Соло́твино І — тупикова залізнична станція Ужгородської дирекції Львівської залізниці на неелектрифікованій лінії Батьово — Солотвино І та кінцева лінії Батьово — Тересва  — Солотвино І. Розташована в селищі Солотвино Тячівського району Закарпатської області. Відстань від станції Солотвино І до станції Солотвино ІІ — 3 км.

## Історія
Станція Солотвино відкрита 1893 року в складі залізничної лінії Тересва — Мармарош-Сигіт — Ясіня. Сучасну  назву Солотвино І станція отримала з 1970 року. Первісно була проміжною, у повоєнний час продовження лінії до станції Сігет (Румунія) було розібране.

## Пасажирське сполучення
Станція є кінцевою та початковою для пасажирських поїздів № 13/14 Солотвино — Київ-Пасажирський та № 40/39 Запоріжжя — Солотвино, а також приміських дизель-поїздів, що курсують до станції Королево.
З 13 червня 2023 року призначений нічний швидкий поїзд № 39/40 сполученням Запоріжжя — Солотвино.
З 15 грудня 2024 року призначений нічний швидкий поїзд № 83/84 сполученням Київ — Солотвино.
| Рух поїздів по станції Солотвино І |                       |                                                       |
| №                                  | Маршрут сполучення    | Періодичність курсування                              |
| Далеке сполучення                  |                       |                                                       |
| 13                                 | Солотвино — Київ      | Щоденно                                               |
| 14                                 | Київ — Солотвино      | Щоденно                                               |
| 40                                 | Запоріжжя — Солотвино | По парних числах, при двох непарних днів 28, 30, 2, 4 |
| 39                                 | Солотвино — Запоріжжя | По непарних числах, при двох непарних 27, 29, 31, 3   |
| 48/47                              | Запоріжжя — Солотвино | Курсував через день по 01.12.2024                     |
| 83/84                              | Київ — Солотвино      | Призначений з 15.12.2024, через день                  |
| Приміське сполучення               |                       |                                                       |
| 6574/6573                          | Дяково — Солотвино    | Щоденно                                               |
| 6593/6592                          | Солотвино — Королево  | Щоденно                                               |